# Ghetto (Dokumentarfilm)
Ghetto ist ein Dokumentarfilm des Schweizer Regisseurs Thomas Imbach. Er wurde im Januar 1997 im Rahmen der Solothurner Filmtage uraufgeführt. Ausserdem wurde er für den Wettbewerb von Visions du Réel in Nyon und vom Filmfestival Mannheim-Heidelberg 1997 nominiert, wo er den Hauptpreis „Best Documentary“ gewann. Ghetto gewann auch den Zürcher Filmpreis 1997 sowie den „Premio Giampaolo Paoli“ am internationalen Filmfestival Florenz.

## Handlung
Der Regisseur begleitet Schüler in Meilen neun Monate lang in ihrem Alltag kurz vor Ende der Schulzeit. In einzelnen Sequenzen und Themen rücken einzelne Figuren in den Mittelpunkt, kommen durch ihre Mimik und Gestik zu Wort und schliessen sich zu einem Portrait einer Generation.

## Kritik
„Im anarchischen Klassenzimmer, im dröhnenden Techno-Keller, bei ihren nächtlichen Streiftouren und auf der umständlichen Suche nach einer Lehrstelle. Eine eindringliche, rasante und berührende recherche sentimentale ist dabei entstanden. Die Kids sind, allen Schranken, Stolperern und Anschissen zum Trotz, voller Energie.“ (Nina Toepfer, WELTWOCHE)
„Ghetto liefert ein unerhört lebendiges, wahrhaftiges und berührendes Bild dieser Generation, die mit einem nie gekannten Liberalismus in einer nie gekannten wirtschaftlichen Zwangslage konfrontiert ist.“ (Walter Ruggle, TAGES ANZEIGER)